# 1968 vol.3 〜NOVEMBER〜
『1968 Vol.3 〜NOVEMBER〜』（ナインティーンシクスティエイト・ボリュームスリー ノーヴェンバー）は近藤房之助のカバー・アルバム。2013年11月27日、ZAIN RECORDSから発売された。

## 内容
近藤による「1968」シリーズの3作目にして最終章となった本作は洋楽カバーと2曲のオリジナルインストのみを構成した。アルバムタイトルについては「人生を1年に例えると今は「11月を迎えた頃」」だと近藤が感じたことに因む。レコーディングはアナログ録音で行った。

## 収録曲
1. Hard Hearted Woman
原曲：Big Walter Horton
2. Rocks In My Bed
原曲：Leroy Carr
3. Hellhound On My Trail
原曲：Robert Johnson
4. People Junction （Take 2）
5. Little Boy Blue
Big Walter Horton
6. Be Careful With A Fool
原曲：Johnny Winter
7. Sloppy Drunk Blues
原曲：Sonny Boy Williamson I
8. Love That Woman
原曲：Otis Rush
9. Mama, Talk To Your Daughter
原曲：Magic Sam
10. Take A Look Behind
原曲：Otis Rush
11. November
12. Come On In This House
原曲：Junior Wells
13. Telephone Blues
原曲：George Smith

## レコーディング参加
- 近藤房之助 - ボーカル、ギター
  - バカボン鈴木  - ベース
  - 柳原旭 - ベース
  - 滑川栄 - ドラム
  - 加藤エレナ - ピアノ
  - 栗原健 - サックス
  - KOTEZ - ハープ